# Jefferson Airplane Takes Off
Albums de Jefferson Airplane
Surrealistic Pillow
(1967)
Jefferson Airplane Takes Off est le premier album du groupe américain de rock Jefferson Airplane. Il est sorti en 1966 sur le label RCA Records.
Il s'agit du seul album du groupe avec la chanteuse Signe Anderson et le batteur Skip Spence, respectivement remplacés par Grace Slick et Spencer Dryden sur l'album suivant, Surrealistic Pillow.

## Fiche technique

### Titres
| 1. | Blues from an Airplane | Marty Balin, Skip Spence  | 2:10 |
| 2. | Let Me In              | Marty Balin, Paul Kantner | 2:55 |
| 3. | Bringing Me Down       | Marty Balin, Paul Kantner | 2:22 |
| 4. | It's No Secret         | Marty Balin               | 2:37 |
| 5. | Tobacco Road           | Clay Warnick              | 3:26 |

| 6.  | Come Up the Years       | Marty Balin, Paul Kantner   | 2:30 |
| 7.  | Run Around              | Marty Balin, Paul Kantner   | 2:35 |
| 8.  | Let's Get Together (en) | Chester Powers              | 3:32 |
| 9.  | Don't Slip Away         | Marty Balin, Skip Spence    | 2:31 |
| 10. | Chauffeur Blues (en)    | Lester Melrose              | 2:25 |
| 11. | And I Like It           | Marty Balin, Jorma Kaukonen | 3:16 |

La réédition CD de 2003 inclut neuf titres supplémentaires :
| 12. | Runnin' 'Round This World                      | Marty Balin, Paul Kantner   | 2:25 |
| 13. | High Flying Bird (en)                          | Billy Edd Wheeler (en)      | 2:35 |
| 14. | It's Alright                                   | Marty Balin, Skip Spence    | 2:17 |
| 15. | Go to Her (première version)                   | Paul Kantner, Irving Estes  | 4:09 |
| 16. | Let Me In (version originale non censurée)     | Marty Balin, Paul Kantner   | 3:31 |
| 17. | Run Around (version originale non censurée)    | Marty Balin, Paul Kantner   | 2:35 |
| 18. | Chauffeur Blues (autre version)                | Lester Melrose              | 2:49 |
| 19. | And I Like It (autre version)                  | Marty Balin, Jorma Kaukonen | 8:16 |
| 20. | Blues from an Airplane (version instrumentale) | Marty Balin, Paul Kantner   | 2:10 |

### Musiciens
- Signe Anderson : chant, percussions
- Marty Balin : guitare rythmique, chœurs
- Paul Kantner : guitare rythmique, chœurs
- Jorma Kaukonen : guitare solo
- Jack Casady : basse
- Skip Spence : batterie